# Brad Kroenig
Brad Kroenig (ur. 23 kwietnia 1979 w Saint Louis) – amerykański model.

## Życiorys

### Wczesne lata
Urodził się w Saint Louis w Missouri. W 1999 uczęszczał do Florida International University w Miami, gdzie otrzymał stypendium piłkarskie. Niedługo potem porzucił szkołę, aby rozpocząć karierę modela.

### Kariera
W 2002, w wieku 23 lat jako model podjął pracę dla Abercrombie & Fitch, współpracował z peruwiańskim fotografem Mario Testino dla Dolce & Gabbana obok Naomi Campbell i Amandy Moore. Pojawił się na okładce V Man (2003), artykule redakcyjnym w Numéro Homme (2004), zanim został odkryty przez Karla Lagerfelda i zdjęciami dla Fendi (2004).
W sierpniu 2004 wziął udział w sesji Patricka Demarcheliera w Allure oraz kampanii letniej Roberto Cavalli'ego. W 2005 podpisał kontrakt z Fendi, wystąpił w kampanii 'DKNY' Petera Lindbergha, reklamie Adidas i ok. 500 fotografiach reklamujących wyroby Lagerfelda.
Pojawił się w filmie krótkometrażowymRoom Service (2007) u boku Eva Herzigovej. W marcu 2007 wziął udział w pokazie Chanel w Paryżu, a także dla kampanii reklamowej Gap Inc. (2008).
Żonaty z Nicole, córką instruktora tenisa Nicka Bollettieri. Mają dwóch synów: Hudsona (ur. 12 lipca 2008), którego ojcem chrzestnym został Karl Lagerfeld, i Jamesona.